# Лапчин
Лапчин (пол. Łapczyn) — село в Польщі, у гміні Чарна-Білостоцька Білостоцького повіту Підляського воєводства.
Населення — 71 особа (2011).
У 1975-1998 роках село належало до Білостоцького воєводства.

## Демографія
Демографічна структура станом на 31 березня 2011 року:
|          | Загалом | Допрацездатний вік | Працездатний вік | Постпрацездатний вік |
| -------- | ------- | ------------------ | ---------------- | -------------------- |
| Чоловіки | 39      | 9                  | 26               | 4                    |
| Жінки    | 32      | 8                  | 11               | 13                   |
| Разом    | 71      | 17                 | 37               | 17                   |